# پارک ملی دریاچه‌های واترتون
پارک ملی دریاچه‌های واترتون (به انگلیسی: Waterton Lakes National Park) یک پارک ملی در کانادا است که در Improvement District No. 04 (Waterton) واقع شده‌است.